# 大津市立真野小学校
大津市立真野小学校（おおつしりつ まのしょうがっこう）は、滋賀県大津市真野四丁目にある公立小学校。

## 沿革
- 1875年（明治8年）6月 - 榛原小学校が開校。
- 1880年（明治13年） - 篤誠小学校が開校。
- 1886年（明治19年） - 両校が合併し、簡易科眞野小学校が開校。
- 1892年（明治25年） - 眞野尋常小学校と改称。
- 1941年（昭和16年） - 真野村立真野国民学校と改称。
- 1947年（昭和22年） - 真野村立真野小学校と改称。
- 1955年（昭和30年）4月1日 - 真野村が堅田町と合併し、堅田町立真野小学校と改称。
- 1967年（昭和42年）4月1日 - 堅田町が大津市と合併し、大津市立真野小学校と改称。

## 通学区域
- 真野一丁目、真野二丁目、真野三丁目、真野四丁目、真野五丁目、真野六丁目、真野佐川町、真野家田町、真野普門一丁目、真野普門二丁目、真野普門三丁目、真野大野一丁目、真野大野二丁目、真野谷口町[1]。

※卒業後は基本的に大津市立真野中学校に進学する。

## 著名な卒業生
- 都裕次郎（プロ野球選手（投手））